# Hoz (Turquie)
Pour les articles homonymes, voir Hoz.
Hoz ou Horze (en syriaque : ܗܙ, , en kurde : Hoze, et en turc : Ayrim) est un ancien village assyro-chaldéen situé dans le district de Beytüşşebap de la province de Şırnak (aujourd'hui en Turquie).
Avant sa disparition, il était l'un des derniers villages assyriens du pays (il en existait neuf dans la région). Il est représentatif de l'exode des Assyro-Chaldéens vivant dans la région au cours du XXe siècle.

## Localisation
Le village, à flanc de montagne, est situé le long de la rivière Hezil dans le Hakkiari, région montagneuse aujourd'hui turque de l'Anatolie du Sud-Est.

Il est à 65 km à l'ouest de Beytüşşebap, chef-lieu de l'arrondissement dont dépend le village, à environ 25 km au nord à vol d'oiseau de la frontière irakienne, et à environ 65 km au nord-est à vol d'oiseau de la frontière syrienne.
Le village est atteignable grâce à une seule et unique route que l'on peut prendre depuis les autres villages assyriens voisins de Meer au nord-est et de Baznayé au sud.

## Histoire

### Antiquité
La région de Hoz, peuplée de hourrites puis d'araméens, appartient tout d'abord au royaume de Mittani entre le XVIIe siècle et le XIIIe siècle avant notre ère.
Le roi d'Assyrie Sennachérib conquiert la région en 697 av. J.-C., alors aux mains des urartiens (ancêtres des actuels arméniens). Puis, selon l'historien grec Hérodote, Cyaxare, le roi des Mèdes, fait ensuite passer la région sous sa coupe à la fin du VIIe siècle av. J.-C.. Vers le milieu du VIe siècle av. J.-C., la zone devient perse, dominée par l'empire achéménide de Cyrus le Grand. Après la défaite perse lors de la Bataille de Gaugamèles en 331 av. J.-C. contre les grecs du roi Alexandre le Grand, ce dernier conquiert la région, qui devient ensuite séleucide puis parthe (au IIe siècle av. J.-C.).
Durant la période romaine, la région se retrouve intégrée à la province d'Assyrie, avant de repasser sous domination perse avec les Sassanides.

### Hoz chrétienne
Les premiers habitants, autrefois nestoriens puis devenus catholiques (le prêtre étant alors le chef du village), s'installent dans le lieu pour fuir les massacres perpétrés par les Kurdes entre les XVIIIe et XIXe siècles.
À l'origine, les villageois de Hoz sont originaires de la région iranienne d'Ourmia (région nommée en assyrien « Galé d-Tyaréh » ou région de Tyaréh).
Le village est fondé sur les fondations d'un ancien village chrétien, dont subsistaient les restes d'une église appelée Mar Gahda, construite en 669. Les églises locales étaient reliées au diocèse de Gazarta (en syriaque : ܓܙܪܬܐ).
On pense que beaucoup d'assyriens seraient venus se réfugier dans la région au tout début du XVe siècle pour fuir les massacres des troupes de Tamerlan dans les plaines mésopotamiennes.
Tous issus de villages différents, les habitants (répartis sur une centaine de familles) se répartissaient en quatre clans (qui fondèrent le village) :
| - Beth Shtita (les plus nombreux) - Beth Shabo |  | - Beth Talia - Beth Zaranda |

Durant la période ottomane, les villageois de Hoz étaient des Rayats de la principauté du Botan soumis à l'autorité de l'agha kurde local (quasi-indépendant du pouvoir central turc à Constantinople à cause de l'isolement et de l'inaccessibilité des montagnes), qui leur devait théoriquement protection en échange de la moitié du produit de leur travail. Administrativement, le village était situé dans le sandjak de Mardin de l'ancienne province de la Vilayet de Diyarbekir.
De nombreux liens (mariages, enterrements, fêtes religieuses et échanges commerciaux) existaient entre Hoz et les villages assyriens voisins (notamment Meer, Ischy et Baznayé), tous en autosuffisance alimentaire. Hoz était également entouré de nombreux villages kurdes (dont certains d'origine assyrienne ou arménienne remplacés par des populations kurdes à la suite de massacres et spoliations, et dont les noms des villages ont été changés).
La population de Hoz subit les massacres ottomans contre les populations chrétiennes de 1826 (sous le règne du sultan Mahmoud II). Entre juin 1843 et 1846 (sous le règne du sultan Abdülmecid Ier), de nombreux habitants du village sont également massacrés par les autorités kurdes de Bedirxan Beg et de Nurullah Beg, avec la permission des pachas de Mossoul successifs (notamment Sherif Pacha et Tayyar Pacha entre autres). Hoz ne réchappe pas non plus aux massacres hamidiens de 1895 (sous le règne du sultan Abdülhamid II).
Au total, le village a été détruit quatre fois. Lors de la première destruction de Hoz, un nombre important d'habitants du village fuient vers l'Empire russe, l'Arménie, l'Irak (nombreux y meurent de déshydratation et de maladie durant leur fuite), ou encore la Perse, avant d'un certain nombre ne retournent à Hoz au bout de quelques années.

### XXesiècle
En 1913, Hoz et le village assyrien limitrophe de Meer étaient peuplés de 500 habitants. La deuxième destruction de Hoz a lieu lors du génocide de 1915, où la majorité des Hoznayés fuient vers l'Irak ou les villages assyriens voisins (tels que Bespin, Ischy, Meer, Harbolé ou encore Baznayé).
Hoz est officiellement renommée Ayrim en 1958 par le gouvernement turc et sa politique de turquisation.
À partir des années 1970, le gouvernement turc construit des écoles dans les villages reculés du pays, et ce n'est qu'à partir de cette période que les habitants des villages assyriens se mettent à apprendre le turc (en plus de l'araméen, leur langue natale, et du kurde, la langue locale).
S'ensuivent deux destructions supplémentaires au cours du XXe siècle qui scellent le sort du village, puisque la population de Hoz et des villages assyro-chaldéens de la région émigre massivement de Turquie pour s'installer à l'étranger à partir de 1975 et ce durant deux décennies, à la suite des différents conflits et exactions touchant la région (guérilla du PKK, discriminations subies par les populations turques et kurdes, etc.). La plupart des habitants partent pour la France.
Le village est définitivement abandonné en août 1986.
Aujourd'hui, la plupart des anciens habitants du village et leurs descendants vivent en région parisienne, dans le Val-d'Oise notamment (comme à Sarcelles et dans les villes limitrophes,).

## Démographie
| \| Année \| Habitants \| \| ----- \| --------- \| \| 1913 \| 500 \| \| 1986 \| 0 \| |           |
| Année                                                                               | Habitants |
| 1913                                                                                | 500       |
| 1986                                                                                | 0         |

## Économie
Les Hoznayés étaient connus comme étant principalement agriculteurs (miel, blé, poires, noix de pécan et pommes de terre), bergers (moutons et chèvres) ou forgerons.
Durant la période estivale, en plus de la période de transhumance de trois mois des agriculteurs, les forgerons de Hoz se rendaient dans d’autres villages comme celui d’Ischy pour y travailler le fer, et revenaient à Hoz au début de l’hiver.